# Expedición de Francisco de Sentmanat a Tabasco
La expedición de Francisco de Sentmanat a Tabasco, ocurrida en 1844, fue un intento del cubano Francisco de Sentmanat para recuperar la gubernatura de Tabasco, México, apoyado por dos embarcaciones y tripulación extranjera procedentes de Nueva Orleans, Estados Unidos. 

## Antecedentes
Siendo Gobernador de Tabasco el cubano Francisco de Sentmanat, a mediados de 1843 arribó al puerto de Frontera el General de Brigada Pedro de Ampudia y Grimarest, quien venía a la cabeza del ejército de la División de Operaciones que regresaba de combatir a los rebeldes de Yucatán y tenían la instrucción presidencial de acuertelarse en San Juan Bautista. 
Sin embargo, el gobernador Sentmanat no le permitió la entrada a Tabasco, pretextando que los soldados de Ampudia estaban enfermos de "vomito" adquirido en Campeche, y eso ponía en peligro a la población, por lo que Ampudia, recibió órdenes del Presidente Antonio López de Santa Anna de atacar y tomar la capital del estado San Juan Bautista.
Ampudia entró por el río Grijalva, llegando con sus buques a la capital, iniciando el bombardeo y desembarco, enfrentándose a las tropas de Sentmanat, a quien derrotó finalmente el 11 de julio de 1843 en la batalla por la capital del estado, teniendo que emprender Sentmanat la huida y abandonar San Juan Bautista. La capital quedó destruida por los bombardeos y desolada por la cantidad de muertos.
Francisco de Sentmanat intentó recuperar el gobierno. Primero se estableció en Cunduacán, luego en San António de Cárdenas y ante la persecución de Ampudia se refugió en Jonuta. Su amigo, el español Francisco de Olave, compañero de armas durante la Revolución federalista de 1839, lo apoyó y juntos se alzaron en armas, pero fueron derrotados por Ampudia, por lo que Sentmanat huyó a Campeche, viajó luego a Mérida, después a La Habana y finalmente a Nueva Orleans, en donde adquirió dos naves y organizó una expedición para regresar a Tabasco.

## Los preparativos en Tabasco
En mayo de 1844 se enteró el gobernador de Tabasco que Sentmanat organizaba una expedición en Nueva Orleans para invadir el departamento con gentes de varias nacionalidades, había españoles, estadounidenses, texanos, ingleses, cubanos, irlandeses y franceses. De inmediato el gobernador Pedro de Ampudia convocó a la Junta Departamental, a los Prefectos de Partido y al pueblo en general para defender el territorio de una posible invasión de Sentmanat.
En Nacajuca se formó la Compañía de Infantería Auxiliar, y en la capital San Juan Bautista se integró un Consejo de Guerra, se preparó al cuerpo militar capitalino y se prepararon en armas los distritos de la entidad. Por informes del cónsul mexicano en Nueva Orleans se notificó al gobierno de Tabasco que a finales de mayo había zarpado de ese puerto Sentmanat en dos barcos. Ampudia acudió de inmediato al Misitro de Guerra y Marina, para que le sumistrara hombres, barcos, dinero y materiales de guerra.

## Arribo de Sentmanat a Tabasco
Dispuesto a recuperar la gubernatura de Tabasco, Francisco de Sentmanat llegó a territorio tabasqueño a principios de junio de 1844, a la cabeza de una expedición filibustera reclutada por el mismo en Nueva Orleans, Estados Unidos de América a bordo de dos carabelas, entre ellas la goleta "William Turner". Ambas embarcaciones fueron divisadas por el bergantín "General Santa Anna" que las persiguió, sin embargo lograron escapar desembarcando en el puerto de Chiltepec, municipio de Paraíso. Durante el desembarco, fueron apresados algunos hombres de la expedición, quienes al ser interrogados, respondieron que Sentmanat se había embarcado con 50 hombres.
Al enterarse de eso el General Pedro de Ampudia, decidió él mismo acudir y enfrentar a Sentmanat, al que derrotó en Jalpa el 10 de junio, capturando a muchos de sus hombres. Sin embargo, no pudo capturar a Sentmanat, quien logró huir y esconderse en la selva, por donde anduvo vagando varios días.

### Captura y muerte
Dos días después Francisco de Sentmanat fue capturado por tropas del gobierno al mando del Coronel Laureano González, cuando se encontraba comiendo un elote y caña dulce a la orilla del camino a Soyataco, en un punto llamado "Ahogagatos", cerca de Jalpa, siendo apresado y conducido a la cárcel de la villa de Jalpa

«...A orillas del camino a Soyataco, sentado en el suelo comiendo un "elote" fue encontrado el coronel Francisco de Sentmanat, al apresarlo, se quitó su reloj de oro y un clavillo de la solapa, entregándomelo a cambio de su libertad. Al responderle negativamente, preguntó a donde sería llevado, informándosele que a la villa de Jalpa, respondiendo Sentmanat: hace días que escucho las campanas de una iglesia, en fin, vamos...»
Coronel Laureano González. junio de 1844

Enterado el gobernador del Departamento, el general Pedro de Ampudia y Grimarest acudió a Jalpa, en donde se entrevistó con el coronel Francisco de Sentmanat. Después de saludarse con cortesía los dos cubanos, Sentmanat habló de su compromiso político que lo había orillado a actuar de esa manera y que era consciente de lo que le esperaba.
Posteriormente, Ampudia organizó un Consejo de Guerra en donde Sentmanat fue acusado de tratar de invadir un país soberano, siendo condenado a muerte y fusilado el mismo día 12 de junio de 1844 junto con 38 extranjeros miembros de su expedición, lo que días después originó protestas de los gobiernos de España, Francia, Inglaterra y otros países.
Después de fusilar a Sentmanat, Ampudia ordenó trasladar el cadáver a "lomo de mula" a la capital del estado San Juan Bautista, y mandó decapitar el cadáver y colgar su cabeza en una jaula en la Casa de Gobierno, como escarmiento y advertencia para los rebeldes. Este hecho causó un escándalo en todo el Departamento y fuera de él, ya que muchos periódicos nacionales dieron cuenta de eso, lo que aumentó las críticas a Ampudia por el fusilamiento y posterior decapitación del cuerpo calificándolo como "salvajismo".
De esta forma, culminaron las intenciones del aventurero cubano Francisco de Sentmanat, quien fracasó en su intento de reconquista y de recuperar la gubernatura de Tabasco.